# 윤경순 (1855년)
윤경순(尹景純, 1855년 ~ 1885년 12월 23일)은 조선 말기의 상인, 무신, 혁명가이다. 1884년의 갑신정변에 행동대장의 한사람이자 서재필의 휘하에서 1개 분견대를 지휘하였다. 박영효, 서재필 등을 만나 감화되어 그들의 사상적 동지가 되었다.
처음에는 동대문 밖에서 장작 장사를 하면서 박영효의 집에 드나들며 이인종, 이규완 등과 어울리다가 갑신정변에 가담하였다. 정변 실패 후 전라남도 곡성군으로 숨어들어 은신하였으며 1885년 경기도 부평에 사는 누이에게 가던 중 체포되어 의금부에서 사형당했다. 갑신정변 당시 전영 소대장인 윤경완의 형이다. 다른 이름은 경순(景舜)이다.

## 생애

### 초기 활동
1855년(철종 6년) 한성부 동부(東部) 동문밖 홍수동(紅樹洞)에서 윤흥진(尹興鎭)의 손자이며, 윤광운(尹光運)과 한치복(韓致福)의 딸 한 조이(韓召史)의 아들로 태어났다. 생일은 미상이다. 5년 연상이었던 그의 누나 윤조이는 부평군 서면에 사는 박사경(朴士京)에게 출가하였다. 형제들에 대한 기록은 미상이고 함께 갑신정변에 참여했던 5년 연하의 동생 윤경완(다른 이름은 윤계완)이 있었다. 그가 갑신정변에 실패하여 도주했을 때 아버지 윤광운은 딸 윤조이가 사는 곳 근처에서 생활하기도 했다.
유년 시절에 대한 기록은 전하지 않는다. 가정 형편이 어려웠던 그는 처음에는 한성부 동대문 밖에서 장작 장사를 했고, 그의 동생 윤경완은 무청(菁根) 장사를 하였다. 그는 장작장사를 하면서 박영효와 서재필을 만나 그의 사상에 감화되어 동지가 되었다. 이후 박영효, 서재필 등의 집에 드나들면서 서재필, 이인종(李寅鍾), 이규완(李圭完), 황용택(黃龍澤), 최은동(崔恩同), 서재창, 신중모(申重模) 등을 만나 알게 되었으며, 압구정에서 회합하고 1884년의 갑신정변에 참가하였다.
1883년 관비유학생의 한 사람으로 일본으로 유학, 도야마 육군하사관학교에 서재필, 서재창, 이규완 등과 함께 입학하였다. 1884년 7월 수료하고 귀국, 병조 조련국의 교관이 되어 사관생도를 양성하였다. 갑신정변 거사 직전 서재필의 지휘하에 있던 개화당의 행동대원으로 활동하며 거사를 준비, 모의하였다.

### 갑신정변 거사 계획
갑신정변 직전 그는 다른 무사들과 함께 정보 입수를 맡아보았다. 정변이 계획되었다는 소문이 확산되자 그는 신속히 정보 정탐과 무기 구입을 맡아보았다. 1884년 11월 고종이 김옥균을 소환하자 개화파는 긴장하였다. 이때 개화파는 평소부터 양성 규합해 둔, 이규완, 임은명, 정란교, 이인종, 윤경순 등의 사관생도와 그밖의 장사패 수십 명을 지휘하여 연일 각 방면의 정보를 수집하고 무기구입에 착수하였다.
12월 2일 박영효의 집에 모여서 거사를 계획하였다. 서재필이 12월 2일 새벽 2시 박영효의 집으로 갔다. 그 곳에는 이미 이인종, 홍영식, 서광범, 김옥균의 동지들과 함께 모이기로 한 여러 장사들, 이규정(李圭貞), 황용택, 이규완, 신중모, 임은명, 김봉균, 이은종(李殷種), 윤경순 등이 다 모여 있었다. 그들은 함께 의논한 결과 12월 4일에 거사키로 하고만일 그 날 비가 오면 다음날인 12월 5일로 연기하기로 최종 확정하였다.

### 갑신정변 참여
12월 4일 거사할 각 부문의 담당자의 임무도 이때 작정되었아. 별궁에 방화할 사람은 이인종의 지휘 하에 이규완, 임은명, 윤경순, 최은룡의 네 사람이 실행하기로 했다. 이때 변수가 포대 수십 매를 만들도록 해서 이 포대를 서광범의 남쪽 뜰 안에서 어두컴컴한 때를 타서 별궁담을 월경한 후 별궁정전 안에 쌓기로 하였다. 별궁 방화는 이인종의 지휘 아래 이규완, 임은명, 윤경순,최은동 등이 맡았다. 이들은 포대 수십 개를 만들어서 화약을 담아 별궁 후문에 있는 서광범의 집에 보관하였다가 별궁에 불을 지르기로 했다. 또 석유를 담은 작은 병(화염병) 30여 개도 행랑에 쌓아 두었다.
수구파 대신 척살을 계획했을 때 그는 민영익 담당을 맡게 되었다. 실행할 담당자는 요인들 한 사람에게 두 사람씩 배정하되 한 사람은 단검을, 또 한 사람은 단총을 소지하기로 했다. 또 만일 그 장소에서 실패하는 때에는 예비로 특별히 조선 옷을 입은 일본 사람 네 사람으로 각각 한 사람씩 감당키로 했다. 그리하여 민영익은 윤경순, 이은종 두 사람이, 윤태준은 박삼룡, 황용택이, 이조연은 최은동, 신중모가, 한규직은 이규완, 임은명 두 사람이 담당키로 했다. 그러나 사건 당일 민영익은 서재창의 피습을 당해 한쪽 눈을 찔렸다고 한다.
12월 갑신정변 당시 사관생도를 이끌고 우정국 근처에 매복해 있다가, 우정국 낙성식 축하연에 참석하러 온 민영익(閔泳翊)을 습격하였지만 실패하였다. 이어 당시 경복궁을 지키던 윤태준 등을 철퇴로 척살하였다. 윤태준은 당시 소중문 밖에서 대기하던 이규완, 윤경순에게 일격지하에 처치되고 말았다.
경우궁에 당도한 이조연이 "내 주상께 뵈옵고자 하노니 들어가게 하라"고 큰 소리로 말하면서 국왕 앞으로 나가려고 했다. 이에 서재필이 칼을 빼어들고 "내가 이 문을 지키라는 명령을 받은 이상 어떠한 사람일지라도 문안에 들어가리를 허락할 수 없다."고 하고, 서재필의 부하장사들도 모두 눈을 크게 뜨고 만일 한 걸음만 더 내딛으면 그대로 둘 수 없다는 태세를 보였다. 이에 이조연과 한규직은 경우궁 뒷문으로 나아갔다. 막 문밖에 나아가자 황용택, 윤경순, 이규완, 고영석 등에 의해 타살당했다. 이어 경복궁으로 군사를 이끌고 들어가 당시 당시 정부 고관인 민영목(閔泳穆), 조영하(趙寧夏) 등을 살해하였다.

### 체포와 최후
갑신정변이 실패로 돌아가자 야밤에 전라도 곡성으로 도피하여 은신하였다. 이때 그는 배추장수로 행세하며 신분을 숨겼다. 1885년(고종 22년) 초 누이가 살던 경기도 부평에 왔다가 관원에게 잡혀 의금부에 투옥당했다. 1885년(고종 22년) 12월 의금부에서 신문당한 뒤, 12월 23일에 모반대역부도죄로 추국청에서 참수되었다.
최종 판결 당시 함께 정변에 가담한 동생 윤계완은 함께 처형당했다. 누나 윤 조이(尹召史)는 이미 시집간지 오래되어 출가외인이라 하여 목숨을 건졌고, 어머니 한 조이(韓召史)는 1886년 초에 사망했다. 그때까지 살아있던 아버지 윤광운은 계속 연좌제로 다스려야 한다는 사헌부, 의금부의 거듭된 탄핵으로 1886년 5월 22일 참수형을 당했다. 연좌제는 할아버지 윤흥진과 외할아버지 한치복에게까지 적용되었으나 이들은 이미 사망하였으므로 부관참시를 당했다.

## 사후
1907년(융희 1년) 11월 18일 내각총리대신 이완용(李完用)과 법부 대신 조중응(趙重應)이 그의 죄명을 벗겨줄 것을 청하는 상소를 올렸으나 거부되었다. 1908년 3월 25일 다시 이완용, 조중응 등이 다시 상주하여 죄명이 벗겨졌다.

## 가족 관계
- 할아버지 : 윤흥진(尹興鎭)
- 아버지 : 윤광운(尹光運, 1817년 ~ 1886년 5월 22일)
- 어머니 : 한조이(韓召史, ? ~ 1886년)
  - 누이 : 윤 조이(尹召史, 1850년 ~ ?)
  - 매부 : 박사경(朴士京)
  - 동생 : 윤경완(尹景完, 1860년 ~ 1885년 12월 23일) 또는 윤계완(尹啓完)[9]
- 부인 : 이름 미상, 연좌제로 노비가 되었다.
- 외할아버지 : 한치복(韓致福)

## 기타
승정원일기의 1885년(고종 22년 을유, 광서 11년) 12월 23일자 죄인 윤경순의 결안에 적힌 의금부 보고에 의하면 '아비 윤광운(尹光雲)은 생존해 있고, 어미 한 조이(韓召史)는 생존해 있고, 할아비의 이름은 알지 못하는데 죽었고, 외할아비의 이름도 알지 못하는데 죽었습니다. 부모가 동부(東部) 동문 밖에서 낳았는데, 호적에 편입되어 살았습니다'라고 한다. 그러나 1885년(고종 22년 을유, 광서 11년) 12월 23일자 죄인 윤계완의 결안에 의하면 '죄인의 근각은 다음과 같습니다. 아비 윤광운(尹光雲)은 생존해 있고, 어미 한 조이(韓召史)는 생존해 있고, 할아비 윤흥진(尹興鎭)은 죽었고, 외할아비 한치복(韓致福)은 죽었습니다. 부모가 동부 동문 밖 홍수동(紅樹洞)에서 낳아서 호적에 편입되어 살았습니다'라고 한다.

## 같이 보기
| - 갑신정변 - 개화파 - 김옥균 - 박영효 - 서재필 - 홍영식 - 박영교 - 박정양 - 박중양 - 서광범 - 이규완 - 조영하 - 민영목 - 민승호 - 하응선 | - 김윤식 - 김홍집 - 김규식 - 변수 - 신중모 - 유길준 - 안경수 - 윤치호 - 윤태준 - 이상재 - 정병하 - 박원양 - 홍순목 |

## 참고 자료
- 아세아문화사 편집부, 《갑신정변 관련자 심문 진술 기록:추안급국안 중》 (박은숙 역, 아세아문화사, 2009)
- 송건호, 《송건호 전집 13:서재필과 이승만》 (한길사, 2002)
- 이광린, 《개화당 연구》 (일조각, 1973)